# Fifre
 (mars 2025).
Si vous disposez d'ouvrages ou d'articles de référence ou si vous connaissez des sites web de qualité traitant du thème abordé ici, merci de compléter l'article en donnant les références utiles à sa vérifiabilité et en les liant à la section « Notes et références ».
Pour les articles homonymes, voir Fifre (homonymie).

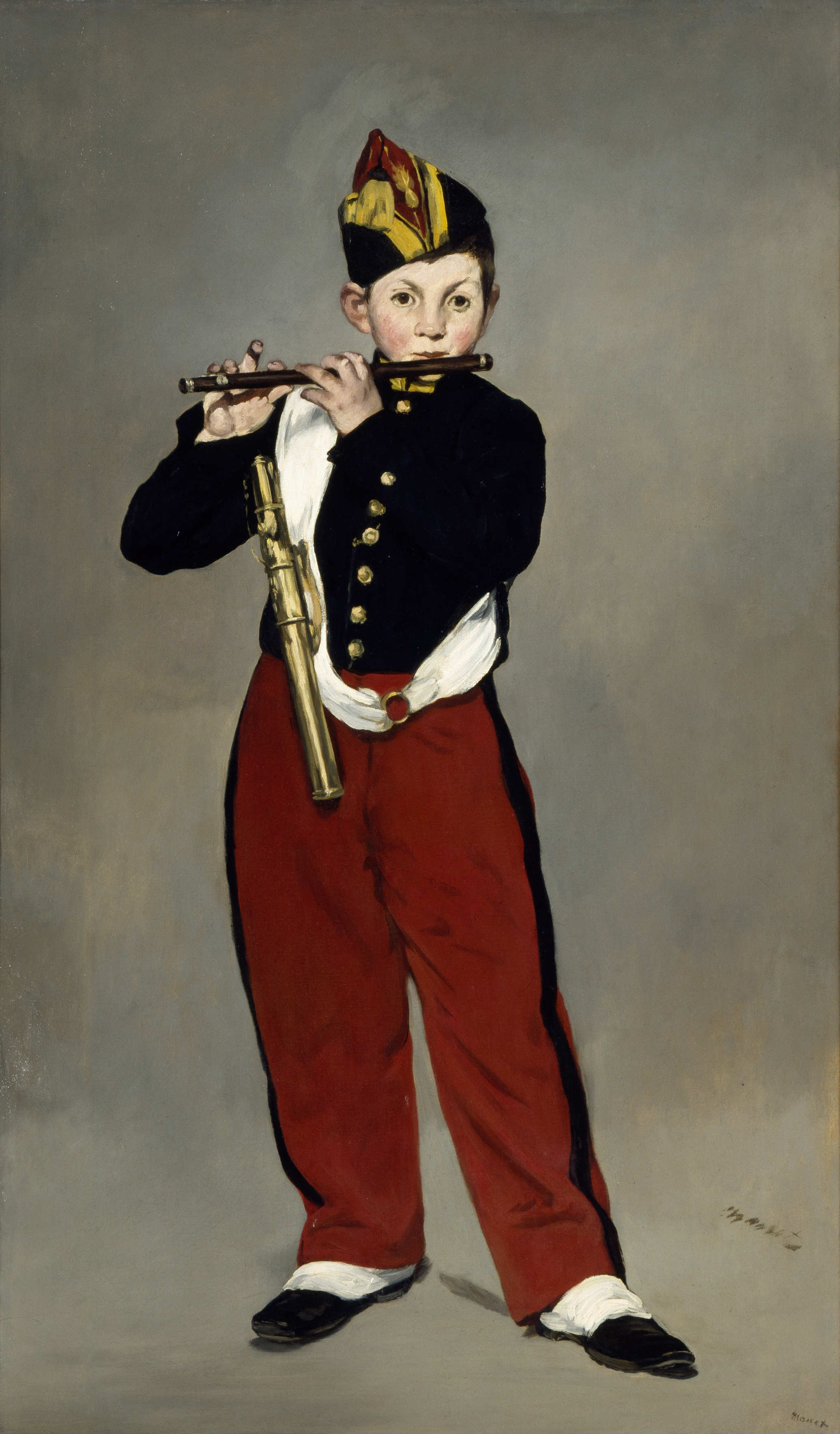
Le Joueur de fifre, Édouard Manet, 1866.

Le fifre est une petite flûte traversière, proche du piccolo mais dépourvue de clé, largement utilisé dans la musique traditionnelle européenne, dans la musique folklorique ainsi que dans certains ensembles militaires occidentaux. Il s'agit d'un instrument à la sonorité aiguë et habituellement joué de manière rapide et rythmée. Le fifre reste de ce fait rattaché à la musique de rue et aux traditions festives populaires de nombreuses régions de France, d'Allemagne, de Suisse et de Belgique, notamment aux aubades, aux défilés de fifres et tambours et à certains carnavals.

## Facture
Il est fabriqué en bois (ébène, buis, arbre fruitier ou canne de Provence Arundo donax), comporte six ou sept trous de jeu, et parfois une clé. De perce conique ou cylindrique, cet instrument est le plus souvent dans la tonalité de mi bémol, ré ou si bémol. Sa petite longueur permet de sonner sur un ambitus de deux octaves et demie, sur une échelle diatonique et dans une tessiture aiguë qui correspond à celle du piccolo. Des altérations peuvent cependant être jouées par un instrumentiste expérimenté par des «doigtés en fourche» ou en bouchant partiellement des trous. Ces doigtés sont semblables sur le fifre en ré à ceux de la flûte baroque sauf le "ré" dièse/"mi" bémol difficile à produire sur les fifres sans clé. Le fifre, formé d'une seule pièce, ne peut s'accorder, à la différence de la flûte baroque et du piccolo qui comportent une tête (embouchure) ajustable distincte du corps de l'instrument.

## Histoire

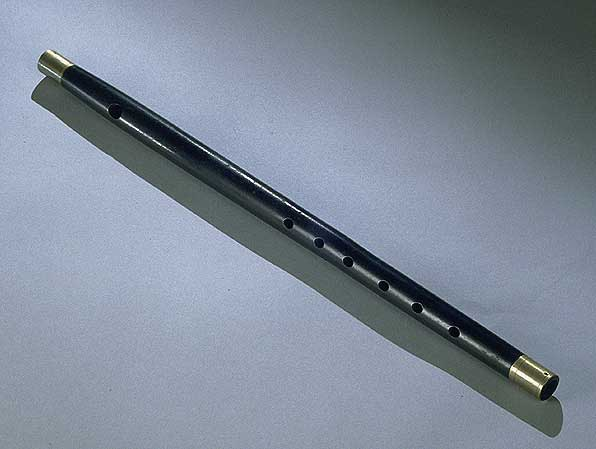
Fifre sans clé.

Vers la fin du XVe siècle, le fifre a été introduit en France par des mercenaires suisses, qui furent nombreux à s'enrôler dans l'armée de Louis XII. Le fifre était joué dans l'armée mais de manière non officielle. François Ier créera la charge officielle de fifre du roi, dont le rôle est de participer aux cérémonies et fêtes officielles. Il prend par la suite toute sa place dans les armées et notamment sous le Premier Empire. Le fifre disparaît de la musique militaire en 1845 au profit du piccolo. Aujourd'hui, il subsiste encore en France dans la musique des régiments de la Légion étrangère. 
Parallèlement à son usage militaire, le fifre connaît une carrière dans la musique traditionnelle et la musique de carnaval. Le répertoire de ces musiciens comprenait les morceaux militaires appris durant leur service ainsi que les airs populaires de leur région. Les airs de musique militaire et populaire continuent de se transmettre oralement de génération en génération.

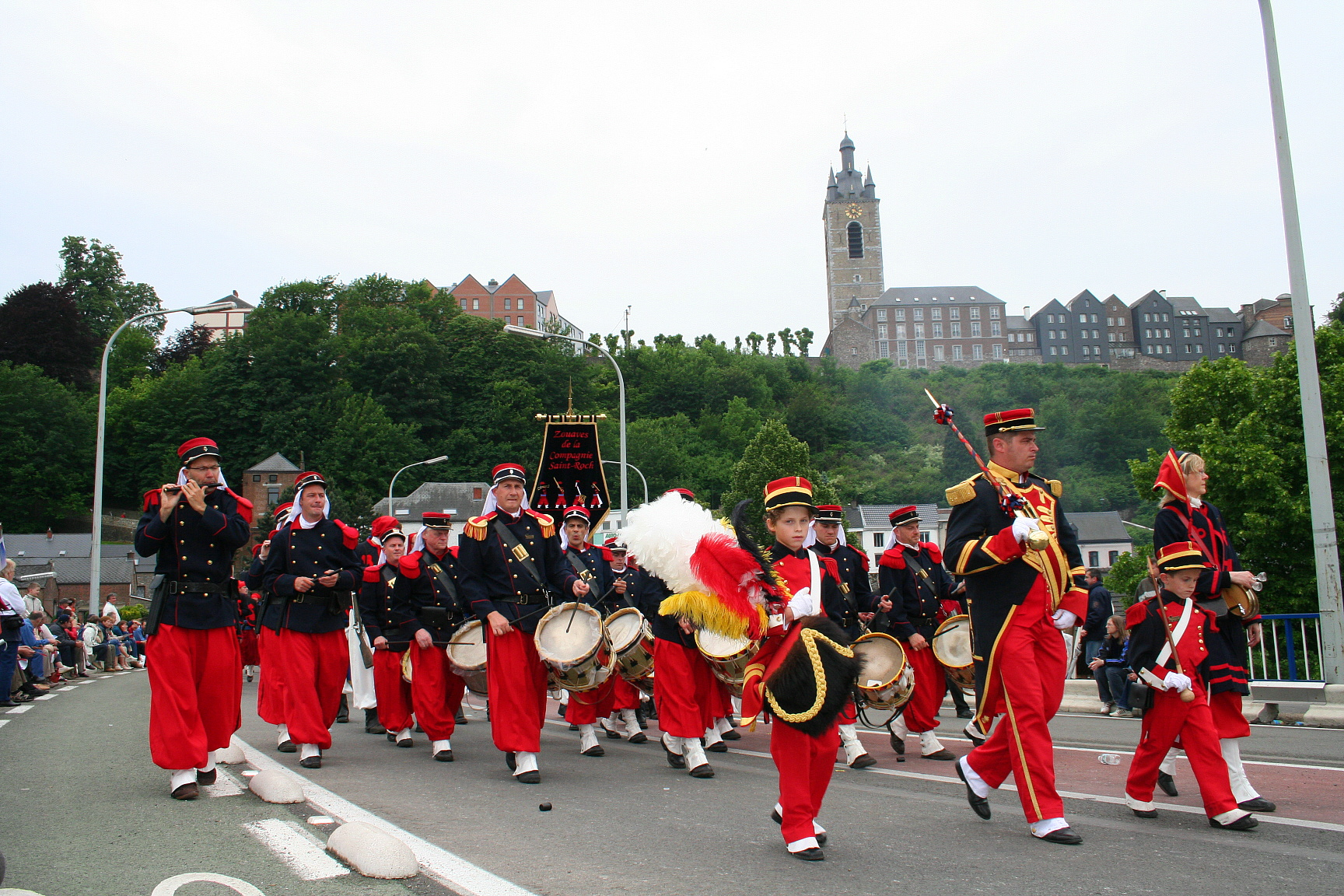
Thuin, batterie de la 1re compagnie de zouaves dans la procession Saint-Roch.

Les formations (en duo fifre et tambour, ou en trio fifre, tambour et grosse caisse) se sont constituées dans le comté de Nice, pour donner des bandes de plusieurs fifres et plusieurs tambours, auxquels se joignent de petites percussions (grelots, cymbales, etc.). Le fifre est très populaire en Provence où plusieurs groupes se sont constitués Fifres et Tambours de Saint-Tropez, de Barjols, ou encore l'Académie des Fifres et Tambours de Provence,,. Depuis 2019, un nouvel ensemble du nom de "Fifres et Tambours du 1er Régiment de Provence" s'est constitué à Fréjus. Cette formation est constituée de fifres en Si bémol, tambours et tambours basse; il évoque le régiment de Provence d'infanterie du XVIIIe siècle et se produit dans des uniformes de l'époque 1720-1734[réf. souhaitée].
En Bretagne, on retrouve également le duo fifre-tambour (ou trio 2 fifres-tambour), particulièrement dans le pays de Pontivy, ville militaire au XIXe siècle dénommée Napoléonville. C'est dans le domaine religieux, que la formation fifres et tambours tient un rôle rituel, marchant en tête des processions de pardons tout au long du XIXe siècle, et jusqu'aux années 1930. Le fifre est appelé flipo en langue bretonne.
En Languedoc, il accompagne la danse des animaux totémiques (chameau de Béziers, âne de Gignac, poulain de Pézenas, etc.), fait danser dans les remises et anime les carnavals. Le fifre est également l'instrument incontournable du carnaval dunkerquois.
Le Valais (Suisse) possède des corps de fifres et de tambours pour parader dans les rues.
Le fifre sert aussi dans les marches folklorique en Belgique, dans la région de l'Entre-Sambre-et-Meuse. Au carnaval de Binche et dans les autres carnavals de la région, l'aubade matinale se joue également au fifre.

## Manifestations autour du fifre

### En France

#### Fête du fifre

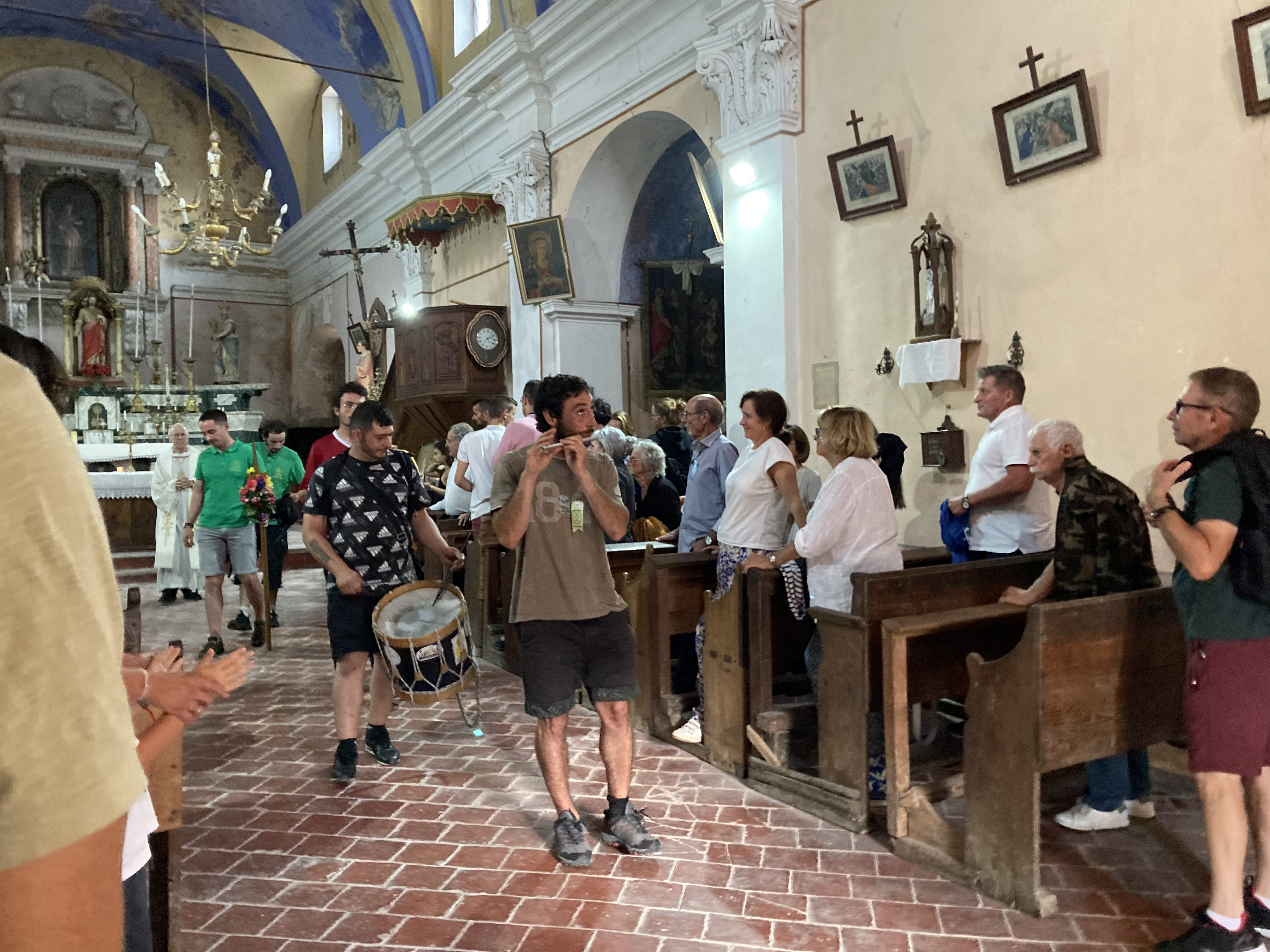
Procession Fifre et tambour, hameau Saint-Colomban de Lantosque, Alpes-Maritimes (06), France, 16 août 2024

Cette fête a été créée en 1983 à Lantosque (Alpes-Maritimes) à l’initiative de l’« Abadia de la Morisca ». Depuis, elle se déroule chaque année dans un lieu différent. La Fête du fifre est organisée à l’initiative d’un groupe qui invite ses amis. Elle réunit la majorité des groupes français auxquels viennent se joindre quelques voisins européens.

#### Autres festivités
D'autres manifestations similaires, ayant le fifre pour thème central :
- Fête du fifre et des bergers, à Saint-Étienne-de-Tinée.
- Fête des Fifres - Pfifferdaa, à Bischwiller. La ville de Bischwiller remonte le temps tous les deux ans pour sa grande fête historique : la Fête des Fifres. Cette fête populaire multiséculaire, le « Pfifferdaa » (Fête des fifres en alsacien), dont les origines remontent au XVIIe siècle, réunit de nombreux artistes, des compagnies de musiciens et des artisans pendant trois jours, à la début août.[5]
- Saint-Éloi en Provence[6]

### En Suisse
Depuis 1970 est organisée tous les quatre ans une fête fédérale (de), organisée sous l’égide de l’Association suisse des tambours et fifres. Auparavant (entre 1908 et 1966), elle n’était destinée qu’aux seuls tambours.